# Mon petit ami virtuel
Pour plus de détails, voir Fiche technique et Distribution.
Mon petit ami virtuel (My Fake Boyfriend) est un film canadien réalisé par Rose Troche, sorti en juin 2022. Il est mis en ligne sur la plate-forme Prime Video.

## Synopsis
Cascadeur pour le cinéma, Andrew ne cesse de quitter son petit ami infidèle Nico, avant d'accepter de se remettre avec lui. Lorsqu'il recommence pour la dixième fois, ses amis Jake et Kelly décident de lui créer un faux nouveau petit ami pour décourager Nico, et pour encourager Andrew à vivre sans lui. Leur création, un influenceur virtuel nommé Cristiano Maradona, risque néanmoins de leur échapper alors qu'Andrew fait la connaissance du beau Rafi.

## Fiche technique
- Titre original : My Fake Boyfriend
- Titre français : Mon petit ami virtuel
- Réalisation : Rose Troche
- Scénario : Luke Albright, Greg Boaldin et Joe Wanjai Ross
- Photographie : Stephen Chandler Whitehead
- Montage : Katheryn Rupert
- Musique : Chanell Crichlow
- Producteur : Jason Moring, Michael Philip, Richard Alan Reid
- Société de production : BuzzFeed[2]
- Sociétés de distribution : Lionsgate
- Langues : anglais
- Format : Couleur - 1.85 : 1 - son Dolby Digital
- Genre : Comédie romantique
- Durée : 90 minutes
- Dates de sortie : 17 juin 2022

## Distribution
- Keiynan Lonsdale (VF : Mike Fédée) : Andrew "Drew"
- Dylan Sprouse (VF : Clément Moreau) : Jake
- Sarah Hyland (VF : Alexia Papineschi) : Kelly
- Matthew Finlan (VF : Françoua Garrigues) : Leo
- Samer Salem (VF : Eilias Changuel) : Rafi
- Marcus Rosner (VF : Damien Ferrette) : Nico
- Karen Robinson (VF : Isabelle Leprince) : Lucille, la mère d'Andrew
- Jaden Goetz : Cristiano
- Dean McDermott : le réalisateur
- Simon Sinn : M. Jiang

 Source et légende : version française (VF) sur RS Doublage

## Réception critique
Pour The New York Times, il vaut mieux voir Mon petit ami virtuel comme deux films.
Pour Variety, le scénario contient trop d'intrigues concurrentes et hésite entre la comédie pure et le film romantique.